# Emil Naumann

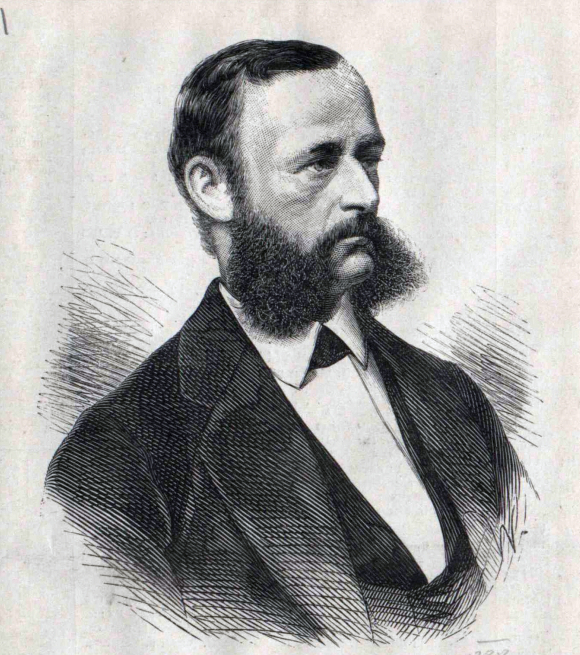
Emil Naumann

Emil Naumann (* 8. September 1827 in Berlin; † 23. Juni 1888 in Dresden) war ein deutscher Komponist und Kirchenmusiker.

## Leben

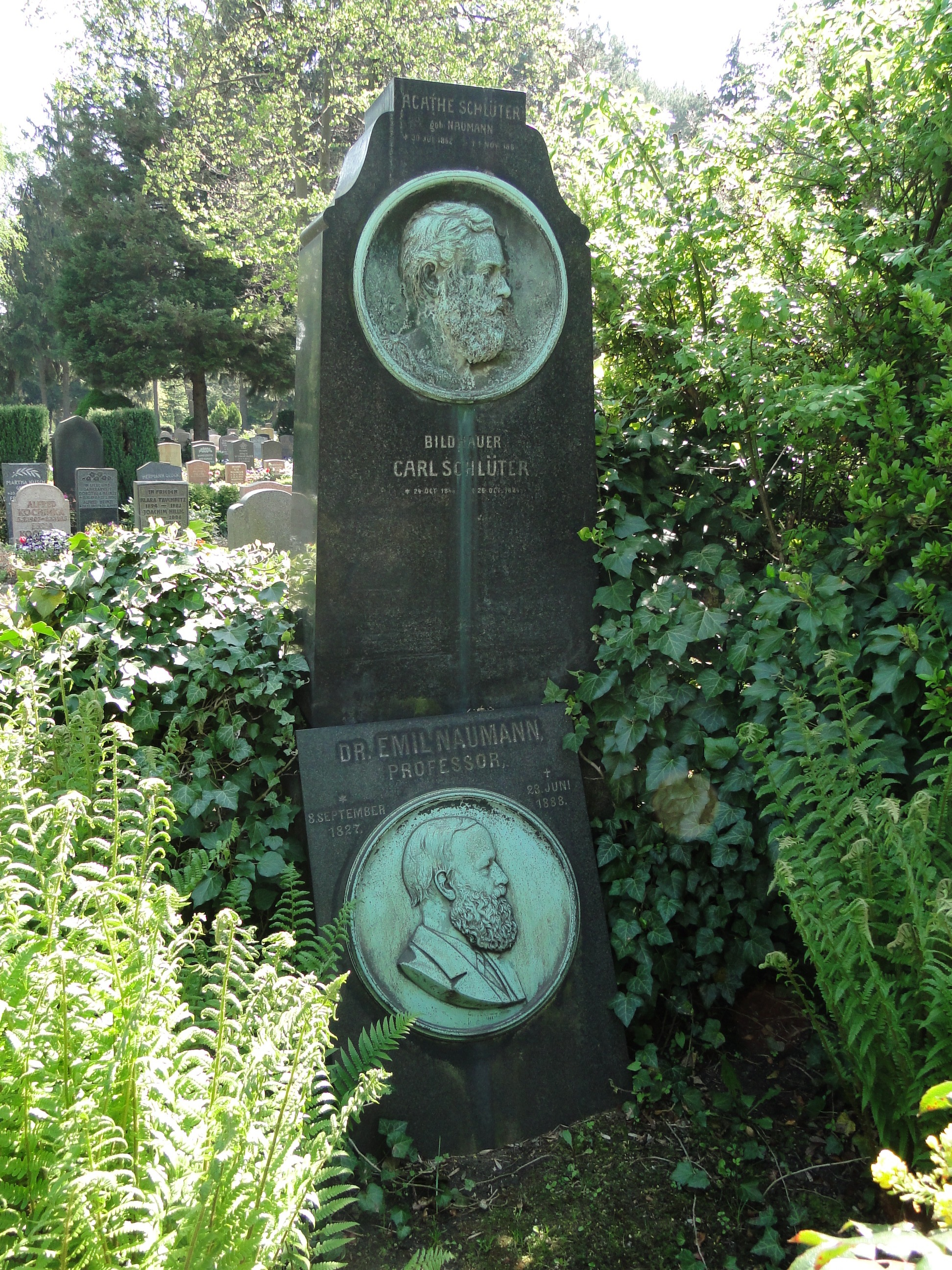
Naumanns Grab (vorn) auf dem Trinitatisfriedhof in Dresden

Emil Naumann war der Sohn des Mediziners Moritz Naumann (1798–1871) und Enkel des Kapellmeisters Johann Gottlieb Naumann. Seine Schwester war die Sängerin und Komponistin Ida Naumann, verh. Becker (1832–1897).
Nach einem Musikstudium in Frankfurt am Main war er 1842 bis 1844 Schüler von Felix Mendelssohn Bartholdy am Leipziger Konservatorium. 1850 wurde er in Nachfolge Otto Nicolais zum Hofkirchenmusikdirektor in Berlin ernannt. In dieser Funktion veröffentlichte er 1856 die Schrift „Über die Einführung des Psalmengesangs in die evangelische Kirche“. Naumann gab die im Auftrag König Friedrich Wilhelms IV. für den Königlichen Domchor komponierten „Psalmen auf alle Sonn- u. Feiertage des evangelischen Kirchenjahres“ in drei Bänden heraus. Ab 1873 lehrte er am Dresdner Konservatorium. Dort war einer seiner Schüler Georg Pittrich (1870–1934). Naumann verstarb 1888 in Dresden und wurde auf dem dortigen Trinitatisfriedhof beigesetzt.
Zu seinen musiktheoretischen Schriften gehören auch „Die Tonkunst in der Culturgeschichte“ (2 Teile, beide 1869) und „Illustrierte Musikgeschichte“ (2 Teile, beide 1885).

## Werke

### Bühnenwerke
- Die Mühlenhexe, komische Oper in 4 Akten, Libretto vom Komponisten, Berlin 1862
- Loreley, große romantische Oper, Libretto von Otto Roquette, Berlin 1889

### Chorwerke
- Christus der Friedensbote, Oratorium (Uraufführung Dresden 1848, Sing-Akademie zu Dresden)[2]
- Der Herr ist König (Psalm 93) op. 18 (Berlin 2003)
- Die Himmel erzählen die Ehre Gottes (Psalm 19) op. 17 für 8-stimmig gem. Chor (Berlin 2003)
- Du Hirte Israels, höre (Psalm 80) (Berlin 2003)
- Herr, der du bist vormals gnädig gewesen (Psalm 85) op. 19 (Berlin 2003)
- Herr, unser Herrscher (Psalm 8) (Berlin 2003)

### Schriften
- Illustrirte Musikgeschichte. Die Entwicklung der Tonkunst aus frühesten Anfängen bis auf die Gegenwart von Emil Naumann, K. Professor und Hofkirchenmusikdirektor. Erster Band; Berlin & Stuttgart, Verlag von W. Spemann (Vorwort von 1885)
- Emil Naumanns Illustrierte Musikgeschichte. Vollständig neubearbeitet und bis auf die Gegenwart fortgeführt von Eugen Schmitz. Einleitung und Vorgeschichte von Leopold Schmidt. 30 Kunst- und 32 Notenbeilagen. 273 Textabbildungen. Neunte Auflage; Union Deutsche Verlagsgesellschaft Stuttgart, Berlin, Leipzig (Vorwort zur 9. Auflage von 1928)